# Гаррі Грегг
Гаррі Грегг (англ. Harry Gregg, нар. 27 жовтня 1932, Магерафельд — пом.16 лютого 2020, Колрейн) — північноірландський футболіст, що грав на позиції воротаря. По завершенні ігрової кар'єри — футбольний тренер.
Найбільш відомий виступами за «Манчестер Юнайтед» періоду «Пташенят Басбі», а також національну збірну Північної Ірландії, у складі якої брав участь у чемпіонаті світу 1958 року.

## Клубна кар'єра
Гаррі почав кар'єру в «Віндзор Парк Свіфтс», резервній команді клубу «Лінфілд», після чого підписав контракт з місцевим клубом «Колрейн». У віці 18 років він перебрався в англійський клуб «Донкастер Роверз», в якому виступав протягом 5 років.
У грудні 1957 року Грегг перейшов в «Манчестер Юнайтед» за рекордну на ті часи суму в 23 тисячі фунтів, ставши найдорожчим голкіпером у світі.
За свою кар'єру в «Юнайтед» Грегг провів 48 «сухих матчів». Він отримав прізвисько «Герой Мюнхена», оскільки після аварії літака в мюнхенській авіакатастрофі він витягнув кількох одноклубників з палаючих уламків літака, включаючи Боббі Чарлтона, Джекі Бланчфлавера та Денніса Вайоллет. Він також допоміг вибратися Вірі Лукич, вагітній дружині югославського дипломата, і її дочці, Весні, а також витяг з-під уламків важкотравмованого головного тренера «Юнайтед» Метта Басбі.
Гаррі Грегг визнається багатьма одним із найкращих воротарів в історії «Манчестер Юнайтед». Незважаючи на те, що він грав в одному з найуспішніших складів «Юнайтед» в історії, він не завоював жодного великого трофею. Через серйозну травму плеча він не зміг взяти участі в переможному фіналі Кубка Англії 1963 року, а наступні травми позбавили його достатньої кількості матчів, щоб отримати чемпіонську медаль в сезонах 1964/65 та 1966/67.
Влітку 1967 року він перейшов в «Сток Сіті», проте за весь сезон 1966/67 зіграв лише в двох матчах за «гончарів», після чого завершив ігрову кар'єру.

## Виступи за збірну
1954 року дебютував в офіційних матчах у складі національної збірної Північної Ірландії.
У складі збірної був учасником чемпіонату світу 1958 року у Швеції. Незважаючи на те, що збірна вилетіла в чвертьфіналі, Грегг був визнаний найкращим воротарем турніру. У ті часи склад символічної збірної за підсумками чемпіонату визначався журналістами, і Грегг набрав 478 голосів, з великим запасом обійшовши найближчого переслідувача, воротаря збірної СРСР Льва Яшина, який набрав лише 122 голоси.
Всього протягом кар'єри у національній команді, яка тривала 11 років, Грегг провів у формі головної команди країни 25 матчів.

## Кар'єра тренера
Розпочав тренерську кар'єру невдовзі по завершенні кар'єри гравця, 1968 року, очоливши тренерський штаб клубу «Шрусбері Таун», де працював чотири роки.
У листопаді 1972 він став головним тренером «Суонсі Сіті», а в лютому 1975 року прийняв на себе керівництво клубом «Кру Олександра», в якому працював до 1978 року. Після цього він на запрошення Дейва Секстон повернувся в «Манчестер Юнайтед», де працював тренером воротарів. Після відставки Секстона з поста головного тренера «Юнайтед», Грегг також покинув свій колишній клуб.
Його наступною командою став «Свіндон Таун», в якому він працював асистентом головного тренера Лу Макарі, і допоміг клубу виграти Четвертий дивізіон в 1986 році.
У сезоні 1986/87 він був головним тренером «Карлайл Юнайтед», але йому не вдалося утримати клуб від другого поспіль вильоту в нижній дивізіон.

## Подальше життя
Після завершення тренерської роботи Грегг певний час володів готелем «Windsor Hotel» в Портстюарті, місті на узбережжі Північного Антріма в Північній Ірландії.
1995 року Гаррі Грегг отримав Орден Британської Імперії (MBE) і взяв участь у ряді телевізійних передач про історію «Манчестер Юнайтед» та мюнхенської авіакатастрофи, включаючи «Munich: End of a Dream» — документальний фільм, показаний по телебаченню в 1998 році в 40-ву річницю мюнхенської трагедії. В 50-ту річницю трагедії в Мюнхені Грегг взяв участь у зйомках документального фільму «One Life: Munich Air Disaster» , в якому він повернувся на місце авіакатастрофи вперше за 50 років, а також зустрів сина Віри Лукич, яким вона була вагітна під час аварії літака. Він висловив жаль, що так ніколи і не зміг зустріти чоловіка Віри Лукич, який помер у 2007 році.
1 липня 2008 року Грегг став почесним членом Університету Ольстера та отримав звання доктора як данину визнання його заслуг у футболі на літній випускній церемонії Університету.
16 лютого 2020 року помер в Колрейні у віці 87 років.

## Статистика виступів
| Клуб                | Сезон             | Ліга | Ліга | Кубки | Кубки | Єврокубки | Єврокубки | Разом | Разом |
| Клуб                | Сезон             | Ігри | Голи | Ігри  | Голи  | Ігри      | Голи      | Ігри  | Голи  |
| ------------------- | ----------------- | ---- | ---- | ----- | ----- | --------- | --------- | ----- | ----- |
| «Донкастер Роверз»  | 1952/53           | 8    | 0    | 0     | 0     | -         | -         | 8     | 0     |
| «Донкастер Роверз»  | 1953/54           | 2    | 0    | 0     | 0     | -         | -         | 2     | 0     |
| «Донкастер Роверз»  | 1954/55           | 2    | 0    | 0     | 0     | -         | -         | 2     | 0     |
| «Донкастер Роверз»  | 1955/56           | 21   | 0    | 3     | 0     | -         | -         | 24    | 0     |
| «Донкастер Роверз»  | 1956/57           | 40   | 0    | 2     | 0     | -         | -         | 42    | 0     |
| «Донкастер Роверз»  | 1957/58           | 21   | 0    | 0     | 0     | -         | -         | 21    | 0     |
| «Донкастер Роверз»  | Разом             | 94   | 0    | 5     | 0     | 0         | 0         | 99    | 0     |
| «Манчестер Юнайтед» | 1957/58           | 19   | 0    | 8     | 0     | 4         | 0         | 31    | 0     |
| «Манчестер Юнайтед» | 1958/59           | 41   | 0    | 1     | 0     | 0         | 0         | 42    | 0     |
| «Манчестер Юнайтед» | 1959/60           | 33   | 0    | 3     | 0     | 0         | 0         | 36    | 0     |
| «Манчестер Юнайтед» | 1960/61           | 27   | 0    | 3     | 0     | 0         | 0         | 30    | 0     |
| «Манчестер Юнайтед» | 1961/62           | 13   | 0    | 0     | 0     | 0         | 0         | 13    | 0     |
| «Манчестер Юнайтед» | 1962/63           | 24   | 0    | 4     | 0     | 0         | 0         | 28    | 0     |
| «Манчестер Юнайтед» | 1963/64           | 25   | 0    | 0     | 0     | 2         | 0         | 27    | 0     |
| «Манчестер Юнайтед» | 1964/65           | 0    | 0    | 0     | 0     | 0         | 0         | 0     | 0     |
| «Манчестер Юнайтед» | 1965/66           | 26   | 0    | 7     | 0     | 5         | 0         | 38    | 0     |
| «Манчестер Юнайтед» | 1966/67           | 2    | 0    | 0     | 0     | 0         | 0         | 2     | 0     |
| «Манчестер Юнайтед» | Разом             | 210  | 0    | 26    | 0     | 11        | 0         | 247   | 0     |
| «Сток Сіті»         | 1966/67           | 2    | 0    | 0     | 0     | 0         | 0         | 2     | 0     |
| «Сток Сіті»         | Разом             | 2    | 0    | 0     | 0     | 0         | 0         | 2     | 0     |
| Всього за кар'єру   | Всього за кар'єру | 306  | 0    | 31    | 0     | 11        | 0         | 348   | 0     |